# Friese nagelkaas

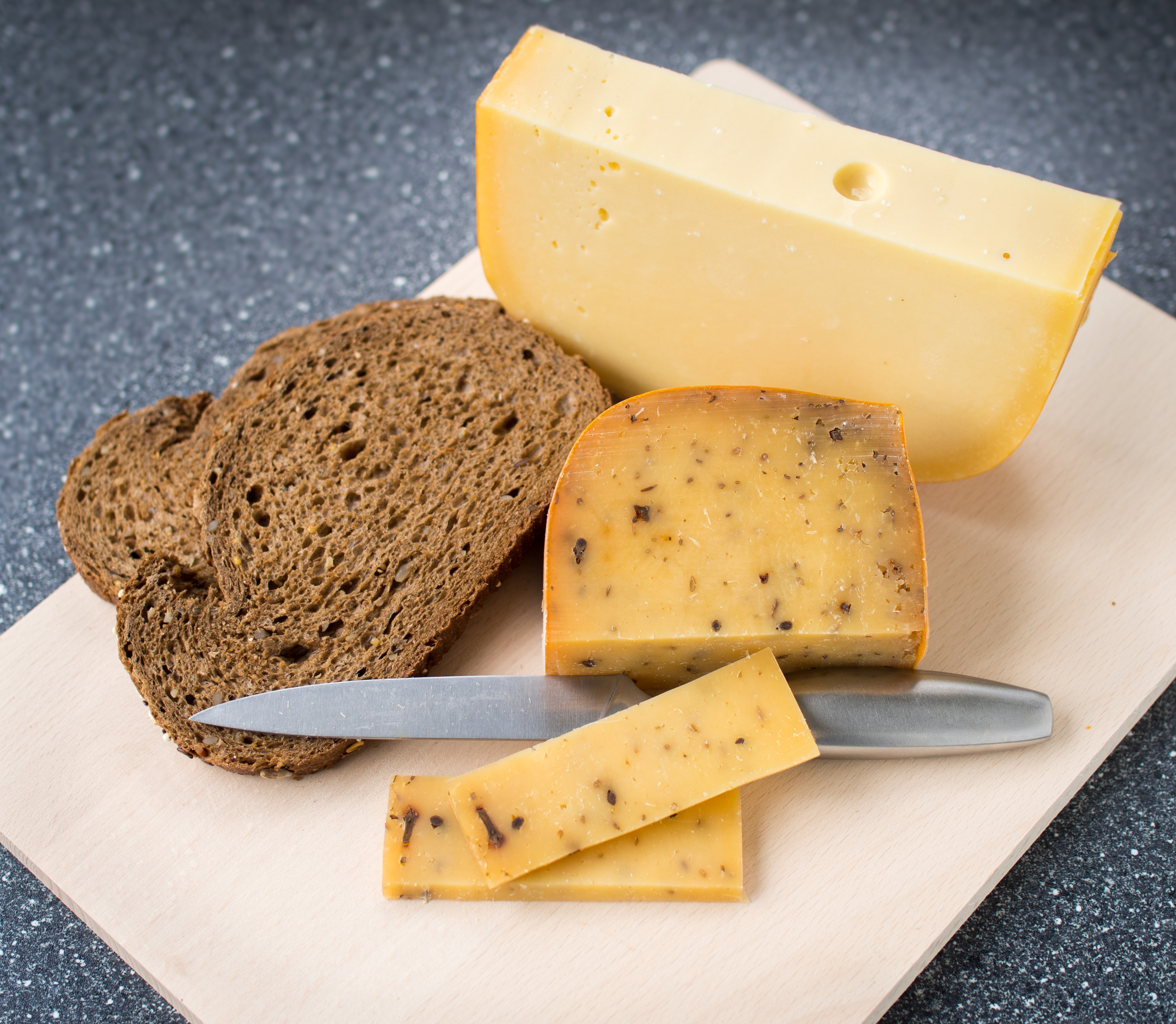
Belegen nagelkaas en belegen boerenkaas

Friese nagelkaas is een kaassoort die wordt gemaakt met toevoeging van kruidnagel en komijn.
Een beschermde soort is de kanternagelkaas. Deze oorspronkelijke nagelkaas is gemaakt op basis van magere melk. Friese nagelkaas is een onbeschermde naam die ook voor kazen op basis van volle melk wordt gebruikt.

## Geschiedenis
Nagelkaas is ontstaan in de tijd van de VOC. In Friesland werd kaas gemaakt van magere melk. Deze kaas had weinig smaak en werd daarom voorzien van smaakstof. De kruidnagel maakte door de conserverende werking de kaas meer geschikt om mee te nemen op lange scheepsreizen dan de vollere Hollandse kazen.